# Kristina Munklinde
Kristina Munklinde, född 13 juni 1936 i Malmö, är en svensk grafiker.
Munklinde studerade vid Skånska målarskolan i Malmö 1955 och linjen för dekorativ målning vid Konstfackskolan i Stockholm 1956–1960 samt på Johnny Friedlaenders grafikskola i Paris och grafiklinjen vid Konsthögskolan i Stockholm 1961–1966 med ett avbrott för 1964 då hon studerade grafisk teknik i Paris. Separat har hon ställt ut ett flertal gånger på Grafiska sällskapets galleri i Stockholm samt på bland annat Örebro läns museum, Varbergs museum, Lysekils konsthall och på Galleri Slottet i Sunne. Hon har medverkat i en rad internationella utställningar bland annat Idylles et aggressions, Centre Culturel Suédois i Paris, Biennale der Europäischen Grafik i Baden-Baden, Royal Society of Painter-etchers and engravers i London och  Museo de Arte Colonial i Havanna. Bland hennes offentliga utsmyckningar märks väggmålningar på Löwenströmska sjukhuset, Karolinska Sjukhuset och för HSB i Åkersberga. Hon har bland annat tilldelats stipendium från Stockholm stad, Konstnärsnämnden, Malmö stads kulturnämnd och från H. Österlunds konstnärsstiftelse. Hennes konst består av naturmotiv huvudsakligen utförda som  färggrafik. Munklinde är representerad vid Nationalmuseum, Moderna museet i Stockholm, Kalmar konstmuseum, Malmö museum, Helsingborgs museum, Örebro läns museum, Örebro läns landsting, Grafikens Hus i Mariefred och British Museum i London.